# Niosvansad katt

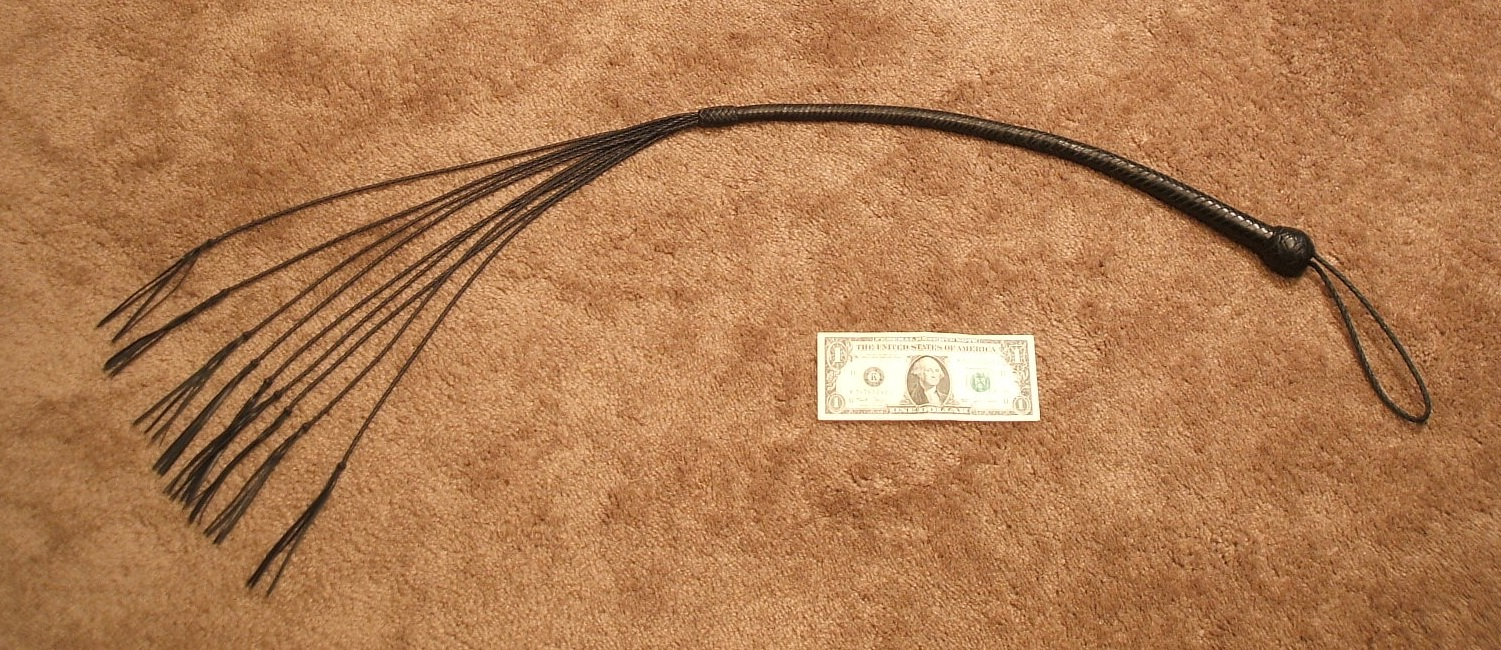
Niosvansad katt

Niosvansad katt är en piska som främst användes till sjöss och bestod av ett rep som i ena änden delats upp i nio mindre snören, som vart och ett slutade med en till tre knutar.
I stället för spöstraff eller vatten och bröd förklarades (i Kongl. brev 12 maj 1795) att mindre brott som begicks av manskap skulle bestraffas med katten. 2 slag av katten svarade mot ett par spö. Straffslaget togs bort 1798. Inom den engelska marinen brukades den till 1881 (cat o' nine tails).
En sådan piska kunde skapa djupa sår, och upp till 40 rapp var inte ovanliga. En niosvansad katt användes bara en gång då de blodiga ändarna annars skulle orsaka infektioner på näste person som skulle bestraffas. Det var inte ovanligt att piskan tillverkades av den som skulle bli bestraffad.[källa behövs]